# Porta Alba

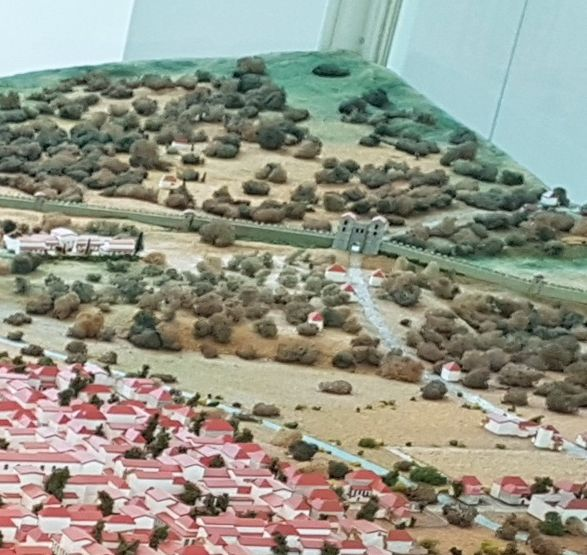
Porta Alba (Stadtmodell Rheinisches Landesmuseum Trier)

Die Porta Alba (lateinisch für Weißes Tor) war ein Stadttor der römischen Stadtmauer von Trier. Der Name stammt aus dem Mittelalter. Im Volksmund hieß das Tor „Wisport“. Es stand im heutigen Stadtteil Trier-Heiligkreuz, an der Rotbachstraße, nahe der Einmündung Arnulfstraße.

## Erbauung
Ab 170 n. Chr. erhielt das römische Trier (Augusta Treverorum) eine Stadtmauer mit vier gewaltigen Torburgen: der Porta Nigra im Norden, der Porta Media im Süden, der Porta Inclyta im Westen (an der Römerbrücke) sowie im Osten das Amphitheater. Im späten 4. Jahrhundert wurde, zur Entlastung des Amphitheaters, die Porta Alba als weitere Torburg im heutigen Heiligkreuz in die Stadtmauer eingefügt.
Die Porta Alba ähnelte den anderen Torburgen Triers. Markantester Unterschied war, dass sie nur einen Torbogen hatte und somit sehr viel schmaler war. Ob sie in Höhe und Geschossanzahl der Porta Nigra entsprach, ist archäologisch nicht mehr nachzuvollziehen, aber laut mittelalterlichen Quellen sehr wahrscheinlich.

## Mittelalter
Um das Jahr 400 verließen Kaiser und Hofstaat sowie die meisten Bewohner die den immer heftiger werdenden Germanenangriffen ausgesetzte ehemals blühende Römerstadt. Um 800 bestand die Stadt nur noch aus vereinzelten Siedlungen, Klöstern und dem Dombezirk. Die römische Stadtmauer war nutzlos geworden und wurde dem Verfall preisgegeben.
Die Porta Alba diente um diese Zeit als Schutzburg. Um das Jahr 1000 hauste in ihr der Raubritter Adelbert, der immer wieder Raubzüge auf den befestigten Dombezirk startete und durch eine List nach Art des Trojanischen Pferdes besiegt wurde. Kurzzeitig lebte auch der Erzbischof Folmar von Karden (1183–1189) in der Torburg. Weiterhin ist erwähnt, dass der Erzbischof Albero von Montreuil (1080–1152) bei der Ankunft in seinem neuen Amtssitz Trier durch das Tor einzog.
Die letzte Erwähnung des Tores stammt aus dem 13. Jahrhundert; wie viele andere Römerbauten, darunter bis auf die Porta Nigra alle Stadttore, diente auch die Porta Alba als Steinbruch.

## Neuzeit
Zeitweise hieß Heiligkreuz nach dem unvergessenen Tor „Wisport“. Die gewaltigen Fundamente des Tores wurden 1896 und 1930 entdeckt. Heute erinnert in Heiligkreuz eine Straße mit dem Namen „Wisportstraße“ an das Tor.